# Público (Spagna)
Público è un giornale on-line spagnolo. È stato pubblicato come quotidiano cartaceo tra il 2007 e il 2012. La versione cartacea è stata terminata ma il giornale ha continuato a pubblicare online.
Público è stato fondato nel settembre 2007. Il fondatore è Jaume Roures, a capo di Mediapro. Tra i pochi giornali nazionali di sinistra (l'altro è El Diario), il giornale aveva una linea editoriale più a sinistra rispetto al leader dei quotidiani in circolazione, El País. Público mirava anche a un pubblico più giovane. Le dimensioni del giornale erano inferiori di un terzo a quella dei suoi concorrenti e il suo prezzo, inizialmente solo 50 centesimi, era inferiore alla metà. La tiratura originale del giornale era di 250 000 copie.
Dopo aver subito perdite finanziarie per diversi anni e un deficit di 9 milioni di euro, Público ha terminato la sua edizione cartacea nel febbraio 2012. Nel suo ultimo anno, il giornale è stato il nono più grande giornale di interesse generale in Spagna e il quinto più grande di quelli con sede a Madrid.
La società madre Mediapro si è impegnata a continuare a pubblicare notizie sul sito publico.es, che nel 2020 era ancora attivo come quotidiano online.
Público e CTXT, una pubblicazione online indipendente spagnola, hanno avviato un accordo editoriale di collaborazione nel giugno 2016.